# .fr
.fr es el dominio de nivel superior geográfico (ccTLD) para Francia.